# わさビーフ

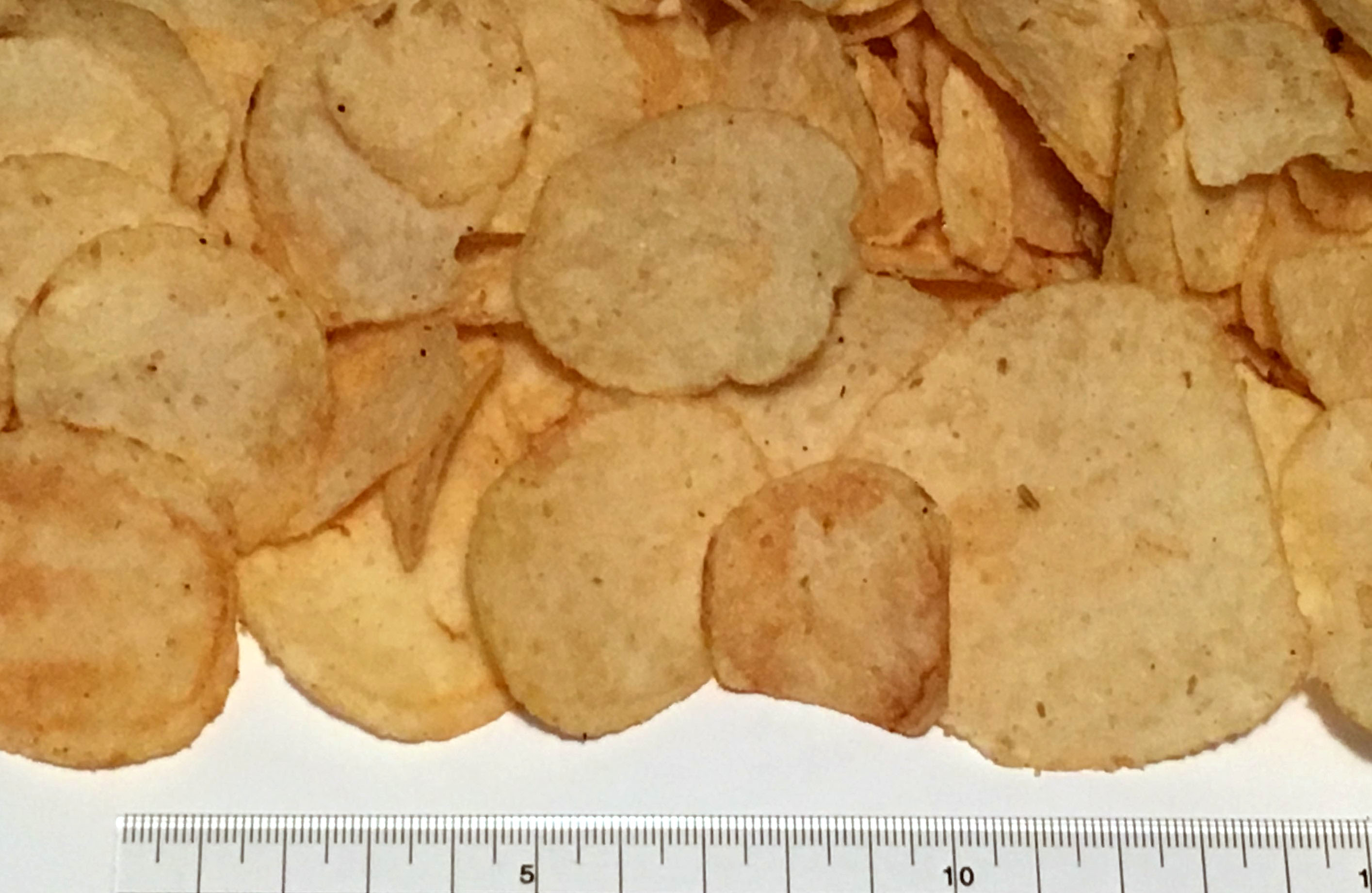

わさビーフ（英：WASABEEF）は、山芳製菓が製造販売するポテトチップス。同社の登録商標（第4917252号ほか）である。

## 概要
1987年から発売されている、同社の看板商品である。1980年代にポテトチップスの売上が伸び悩む中で、山崎光博（後に山芳製菓社長・会長）がアメリカで食べた西洋わさびを添えたローストビーフの味に着想を得たことや、またコンソメとわさびをかけ合わせた試作品が美味しかった事もあり製品化に着手、当初「コンソメわさび」「アメリカンテイスト」の商品名で販売するも営業部長の提案により現在の「わさビーフ」に改称された。
一般的な日本人の食の観点からは一見合わないように思えるワサビ味とビーフ味をブレンドした異色の製品であるが、イメージとは裏腹に互いの風味が調和しており、人気を得ている。濃厚なビーフ味と程よい辛さのわさび味の組み合わせは、「つんピリ」と表現される。

## キャラクター
初代のキャラクターは「わしゃビーフ」。力のない目などを配し「今後は癒し系がトレンドになる」との思いでデザインされ発売当初は胴体を含んだイラストがパッケージに描かれたものの、「四足歩行で可愛くない」といった意見もありアップされたイラストに変更された。2015年6月にはTwitterでキャラクター改名キャンペーンを行い、約3700件の応募が寄せられ、6月に新名称が「わさっち」に決定した。
2020年9月1日に西野亮廣（キングコング）がデザインした「わさぎゅ〜」に変更された。またパッケージの他風味についても西野のオンラインサロン「西野亮廣エンタメ研究所」の会員からの意見を取り入れながら開発を行った。
2023年9月5日に山芳製菓設立70周年記念でキャラクターが「わさもー」に刷新された。全社横断型でのリニューアルを行う形で、MAO＆Co.と共同で開発し初代のキャラクターの印象が強いことから「邪魔しないキャラ」「可愛さを前提で独り歩きしないキャラ」といった方向性で、牛らしさを強調する角張った形や頭上にわさびを表す緑の茎を配し口は表情豊かに見える形を模索し、「子どもでも真似して描けるシンプルさ」も意識したものとした。

## 商品一覧
- わさビーフ(1987年発売開始)
- 大人向けわさビーフ(2007年発売)
- わさび抜きわさビーフ(2014年発売)

以下の商品は2008年より山芳製菓Webサイトでの通販限定品として発売されている。
- わさビーフリッチ
- わさビーフMAX
- わさビーフHARD
- わさビーフMILD

### コラボ商品
監修
- やみつきポテト わさビーフ味 - 2019年。ガスト（すかいらーく）店舗で提供[9]。
- わさビーフギョーザ - 店舗では2019年に薄皮専門渋谷餃子（運営は東京都渋谷区にあるエムピーキッチン）が提供[10]。冷凍食品は長野県松本市にある信栄食品が2020年に発売した[11]。

## CMソング
- 『ヤマヨシわさビーフ』作詞作曲：近藤浩章。カントリー編や音頭編など様々なアレンジがある[12]。
- 『新世紀ヤマヨシツンピリ大音頭』作詞作曲：近藤浩章。2004年のごく短期間に放送された[13]。『ヤマヨシわさビーフ』を補作した楽曲[12]。バックコーラスはさくみとMitsuRu[14]。

## となりのわさっち
2017年から山芳製菓公式サイトで公開されていた4コマ漫画。2018年にはYouTubeの山芳製菓公式チャンネルでアニメ版が公開された。

### キャスト
- わさっち - 尾崎由香
- わさ次郎 - 千葉繁
- わさび先輩 - 田丸篤志

## 書籍
- 濵畠太：著『わさビーフしたたかに笑う。 業界3位以下の会社のための商品戦略』(ISBN 978-4756916730) 明日香出版社　2013年